# 矢吹透
矢吹 透（やぶき とう、1965年 - ）は、日本の小説家。

## 来歴
東京都出身。1986年（昭和61年）慶應義塾大学在学中、小説 『バスケット通りの人たち』で、第47回小説現代新人賞（講談社主催）を史上最年少で受賞した。1988年（昭和63年）フジテレビに入社、男性雑誌『ホットドッグ・プレス』（講談社）への連載エッセイを集めた 『ピーターパンの冒険』（講談社）が出版された。2015年、50歳で早期退職制度に応募し退社。退社後に文筆活動を再開した。
同性愛者であることを公表している。

## 著作
- 『ピーターパンの冒険』 （1988年3月、講談社）
- 『5（ファイブ）ミニッツ』 （1989年11月、講談社）
- 『美しい暮らし』 （2017年11月、幻冬舎）

## テレビ番組

### プロデューサー
※矢吹東
- 演技者。　(2002年-2004年　フジテレビ)
- ダブルスコア　(2002年　フジテレビ)
- 秋刀魚の味　(2003年　フジテレビ)
- ダイヤモンドガール　(2003年　フジテレビ)
- 古畑任三郎スペシャル　すべて閣下の仕業　(2004年　フジテレビ)
- 新ニューヨーク恋物語　(2004年　フジテレビ)
- 愛し君へ　(2004年　フジテレビ)
- 徳川綱吉 イヌと呼ばれた男　(2004年　フジテレビ)

### ディレクター
- ウゴウゴルーガ　(1992年-1994年　フジテレビ)